# Wormer- en Jisperveld & Kalverpolder
Wormer- en Jisperveld & Kalverpolder is een Natura 2000-gebied (classificatie:Meren en moerassen, nummer 90) in de Nederlandse provincie Noord-Holland. Het gebied was in eerste instantie op 31 maart 2000 aangewezen onder de naam Wormer- en Jisperveld, en op 16 februari 2015 wegens toegevoegde instandhoudingsdoelstellingen gewijzigd, nu met de naam Wormer- en Jisperveld & Kalverpolder.
De laagveengebieden, waar ook veel weide- en hooiland voorkomt, zijn gelegen in de gemeenten Wormerland en Zaanstad. De oppervlakte van het Natura 2000-gebied is 1839 ha en wordt beheerd door Natuurmonumenten, Staatsbosbeheer en particulieren. Het gebied wordt gezien als een zeer belangrijk broedgebied voor broedvogels van natte graslanden (kemphaan) en belangrijk broedgebied voor broedvogels van rietmoerassen, zoals de roerdomp en rietzanger.

## Foto-galerij

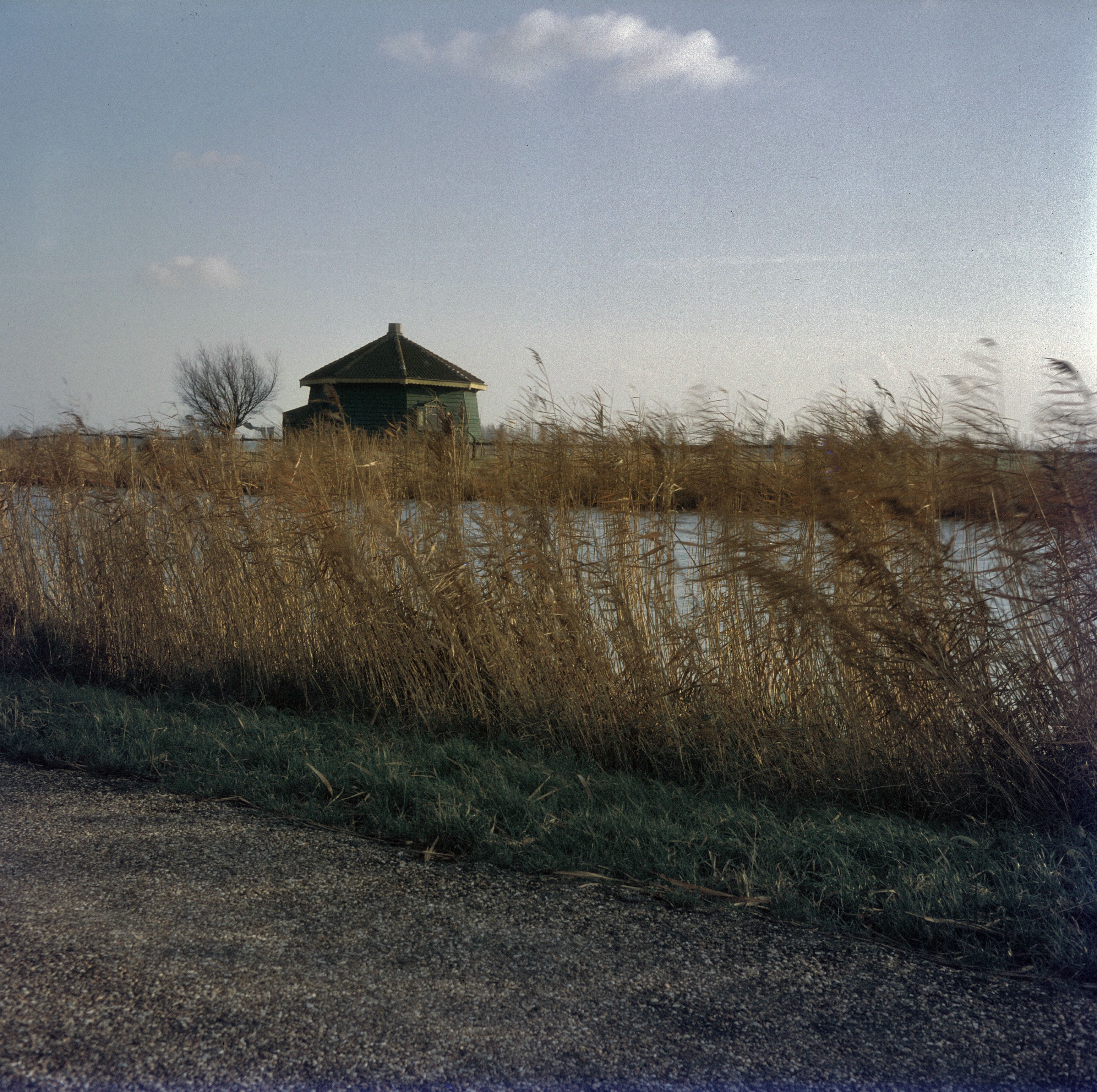
De Wijde Wormer
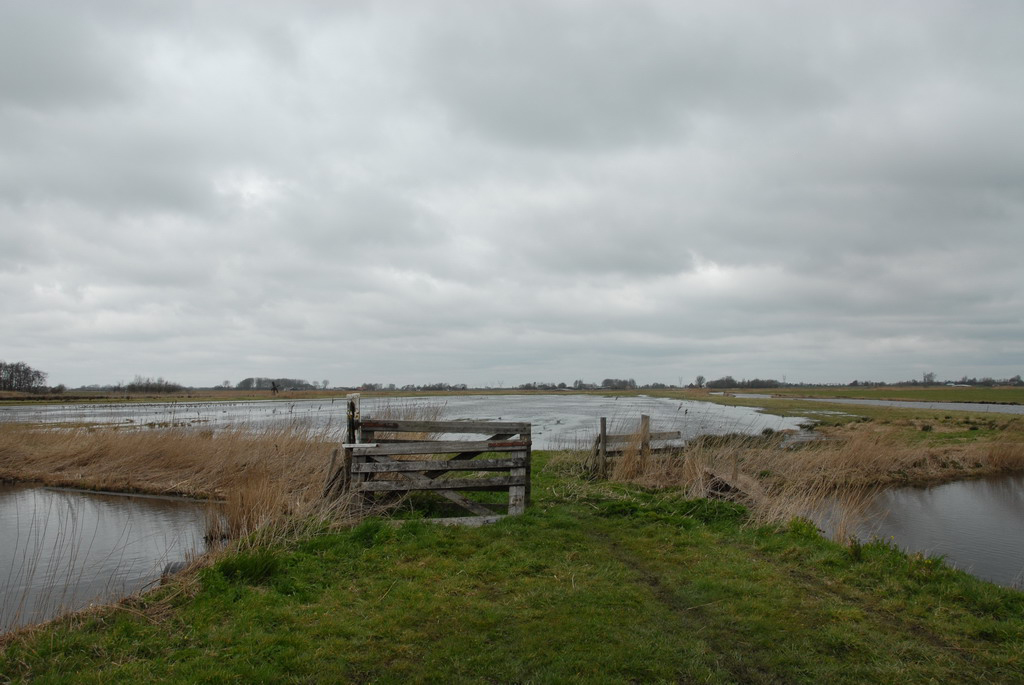
De Wijde Wormer
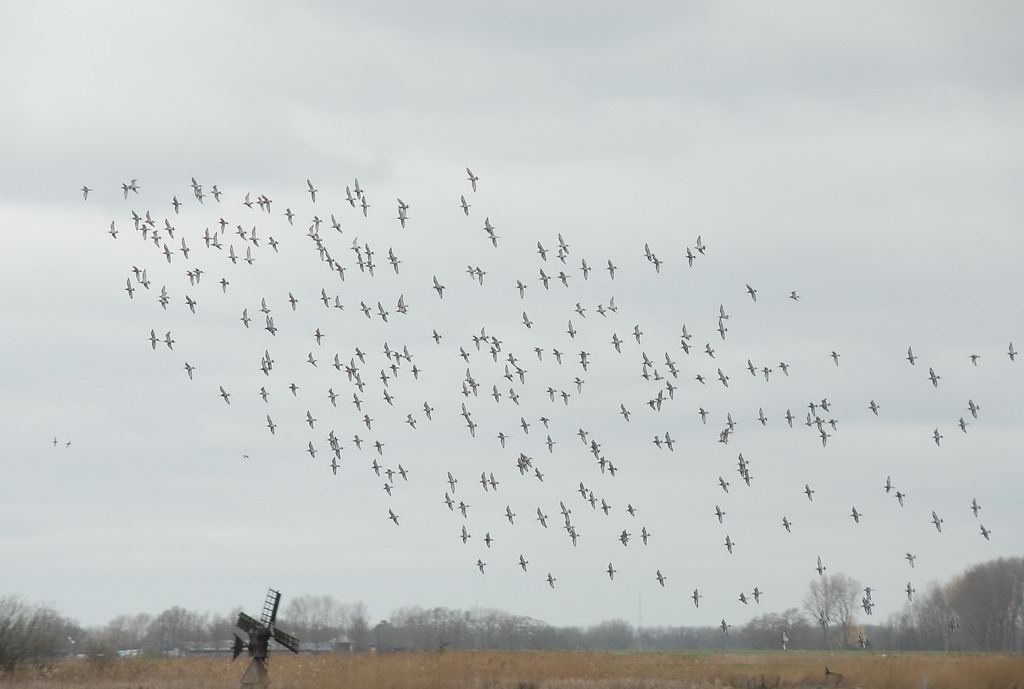
Vlucht regenwulpen
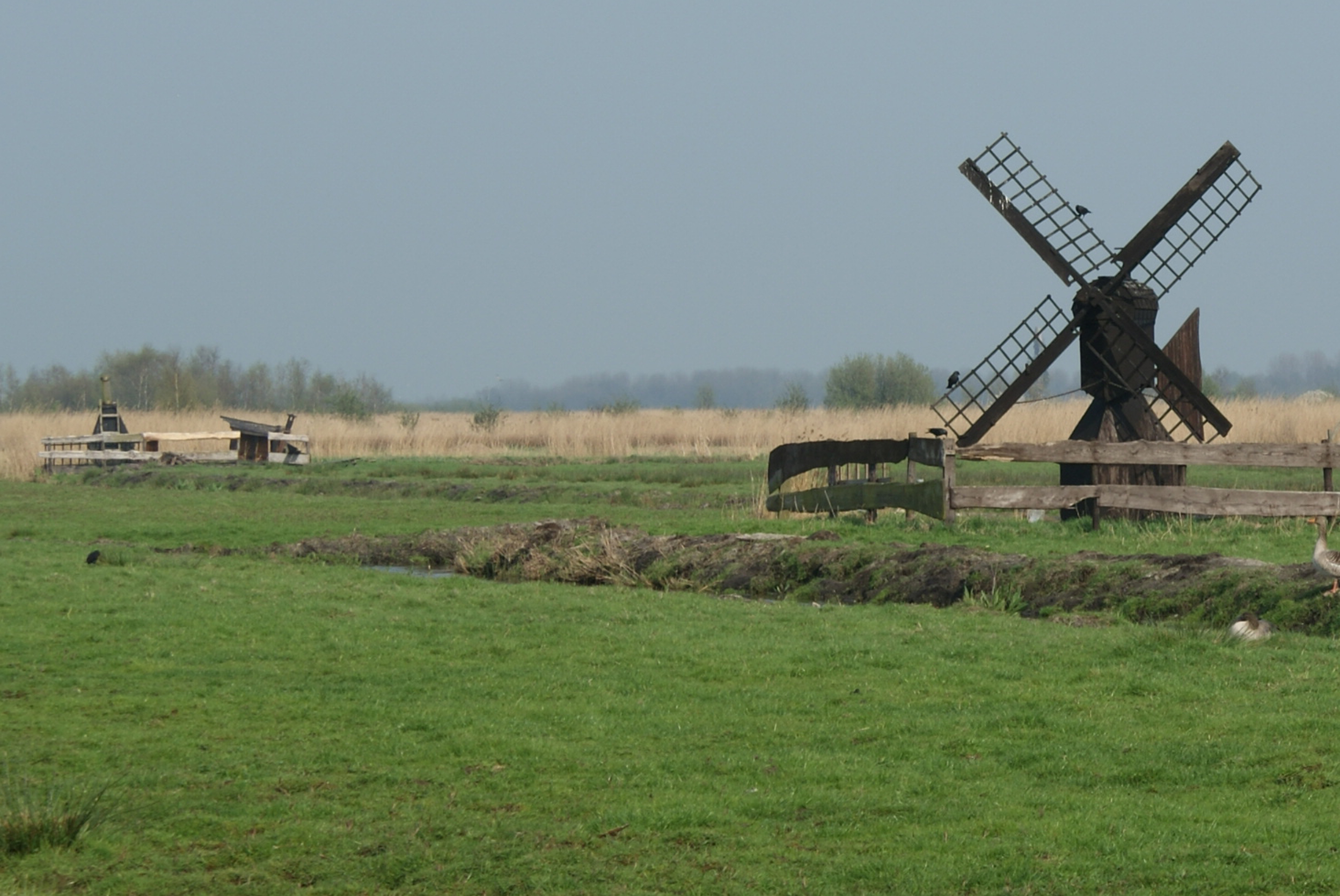
Weidemolen 'Het Zwarte Kalf', Kalverpolder
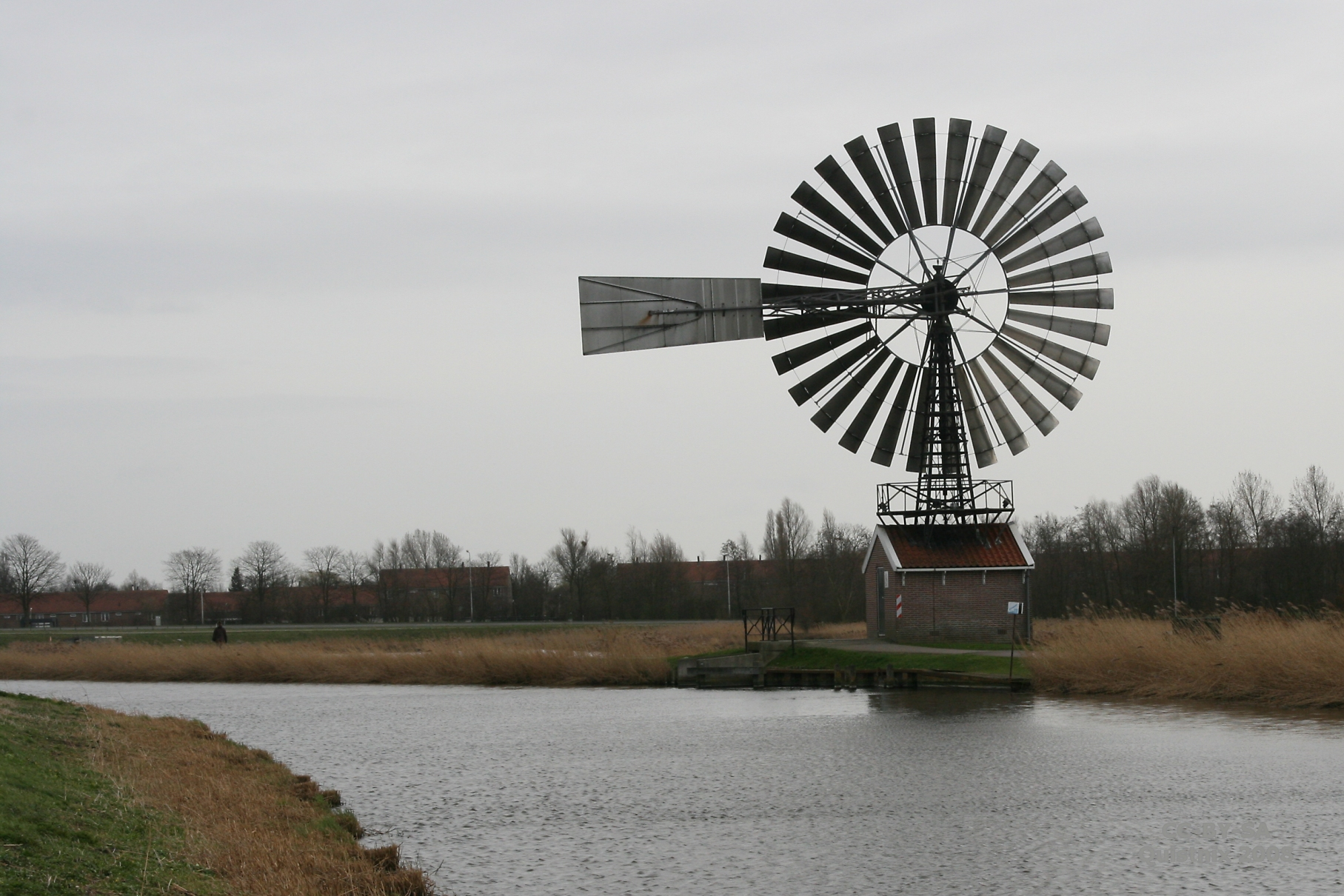
Roosmolen in Kalverpolder